# Brightline
A Brightline (röviden: BLFX) egy intercity vasúti útvonal az Amerikai Egyesült Államokban, amely Miami és a floridai Orlando között közlekedik. Az útvonal egy része a Florida East Coast Railway tulajdonú és közös használatban lévő pályán halad.
A Brightline az egyetlen magántulajdonban lévő és üzemeltetett távolsági személyszállító vasútvonal az Egyesült Államokban. Fejlesztését 2012 márciusában kezdte meg All Aboard Florida néven a Florida East Coast Industries, a Fortress Investment Group tulajdonában lévő floridai ingatlanfejlesztő. Az építkezés 2014 novemberében kezdődött, és az útvonal 2018 januárjában kezdte meg a bevételes szolgáltatást, kezdetben Fort Lauderdale és West Palm Beach között; a Miami és Fort Lauderdale közötti szakaszon ugyanezen év májusában indult meg a bevételes szolgáltatás. Aventurában és Boca Ratonban 2022 decemberében nyíltak meg a kiegészítő állomások, a West Palm Beach és Orlando közötti szakasz pedig 2023 szeptemberében kezdte meg a bevételi szolgáltatást. További megállókat terveznek az útvonalra.
A Brightline maximális üzemi sebessége 125 mph (200 km/h). A vonatok 3 óra 25 perc alatt teszik meg a 378 km-es útvonalat, átlagsebessége 69 mph (111 km/h).

## Eredete és története

Az All Aboard Florida korábbi logója

2012-ben az All Aboard Florida, a Florida East Coast Industries (FECI) százszázalékos tulajdonú leányvállalata bejelentette, hogy tervezi a Miami és Orlando közötti vasúti személyszállítási szolgáltatást. Az építkezést akkoriban 1,5 milliárd amerikai dollárra becsülték. 2013 márciusában az All Aboard Florida 1,6 milliárd dollárra pályázott a Railroad Rehabilitation and Improvement Financing (RRIF) alapból, amelyet a Szövetségi Vasúti Igazgatóság kezelt, majd 2014 végén a vállalat 1,75 milliárd dolláros magántevékenységi kötvényelosztást kért, a kötvényeladásból származó bevétel pedig jelentősen csökkentette vagy teljesen helyettesítette az RRIF-hitelkérelem összegét.
A vállalat 2013 januárjában megkapta a Federal Railroad Administrationtól a „Finding of No Significant Impact” (Nincs jelentős hatás) megállapítást, ami gyakorlatilag szabaddá tette az utat a Miami és West Palm Beach közötti munkálatok megkezdéséhez. 2015. augusztus 4-én adták ki a végleges környezeti hatásvizsgálatot. 2015 elejére a vállalat megkezdte a helyszíni munkálatokat a Miami, Fort Lauderdale és West Palm Beach állomásokon, valamint útjog fejlesztéseket a folyosó egyes szakaszain. 2015. november 10-én az All Aboard Florida bejelentette, hogy a szolgáltatás Brightline néven fog működni.
A Miami és West Palm Beach közötti szolgáltatás 2018. május 19-én indult el.
2018 szeptemberében a Brightline felvásárolta az XpressWest magáncéget, amely a nevadai Las Vegast a kaliforniai Victorville-en keresztül kívánja összekötni Dél-Kaliforniával. A Brightline bejelentette, hogy 38 hektáros területet kíván vásárolni a Las Vegas Strip közelében egy állomás számára, és az Interstate 15 autópályát követve Las Vegasból Dél-Kaliforniába szeretne eljutni.
A West Palm Beach-i állomástól északra fekvő parti útvonal két kulcsfontosságú megyéje különböző okokból bírósági úton küzd a vasútvonal Martin és Indian River megyén keresztül történő meghosszabbítása ellen. Egyik kifogásuk az, hogy a Brightline egy magáncég tulajdonában van, így nem lenne szabad engedélyezni, hogy adómentes kötvényeket bocsássanak ki, mintha önkormányzat lennének. 2018. december 24-én, négy évig tartó jogi csatározások után egy szövetségi kerületi bíró elutasította Indian River megye keresetét, amely szerint az Egyesült Államok Közlekedési Minisztériuma helytelenül hagyta jóvá a kötvényelosztást, és ezzel szabaddá tette az utat az új vasúti folyosó megépítéséhez a Treasure Coast és Space Coast térségén keresztül. 2020. október 5-én az Egyesült Államok Legfelsőbb Bírósága elutasította a döntés elleni fellebbezés tárgyalását, és ezzel véget vetett Indian River megye azon erőfeszítéseinek, hogy meggátolja a fejlesztést. A megye erőfeszítéseit a legfelsőbb bírósági tárgyaláson több mint 4 millió dollár megyei forrás mellett több mint 200 000 dollár magánadományból finanszírozták..
2019 áprilisában a vállalat 1,75 milliárd dolláros finanszírozást biztosított az orlandói bővítéshez, és közölte, hogy az építkezés azonnal megkezdődik.
2018 novemberében bejelentették, hogy a Virgin Group kisebbségi befektető lesz a vasútban, és jogot biztosít a szolgáltatás Virgin Trains USA névre történő átnevezésére. 2020 augusztusában azonban a vasút vezetői bejelentették, hogy a Virgin nem biztosította a megállapodás szerinti befektetési pénzt, és a vállalat megszünteti a márkaépítési megállapodást, visszatérve a korábbi Brightline márkanévhez. 2021 márciusában a Virgin beperelte a Brightline-t 251,3 millió dollárra a szerződésszegés miatt. 2023 októberében a Virgin megnyerte a pert, és a bíró 115 millió dolláros kártérítést ítélt meg a Virginnek.

## Forgalom
Az utasforgalom az elmúlt években az alábbi módon változott:
| Utasok száma | 579 000 | 885 000 | 159 474 | 1 230 494 | 2 053 893 |
|              | 2018    | 2019    | 2021    | 2022      | 2023      |

## Állomások

Brightline állomások
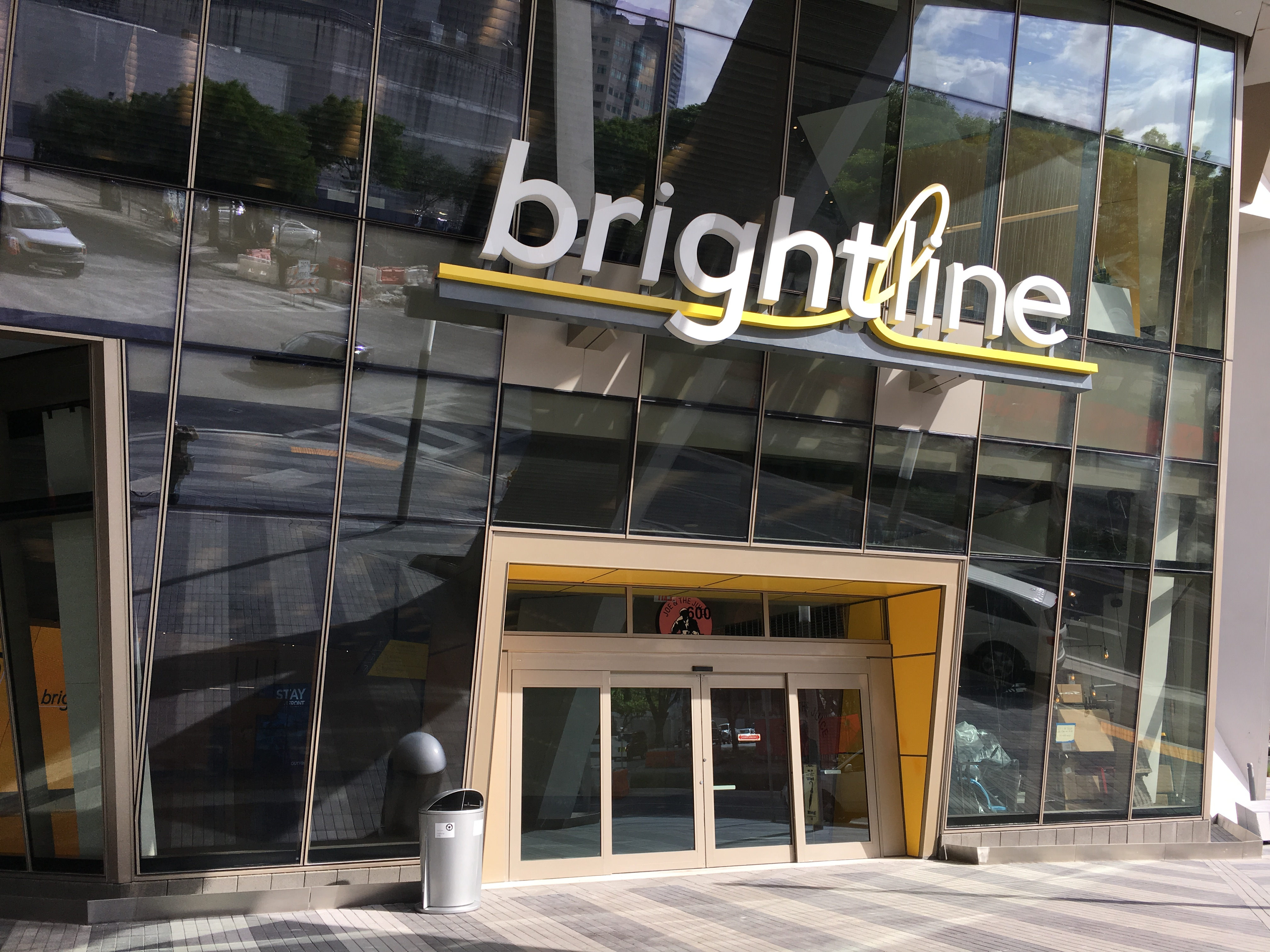
MiamiCentral állomás
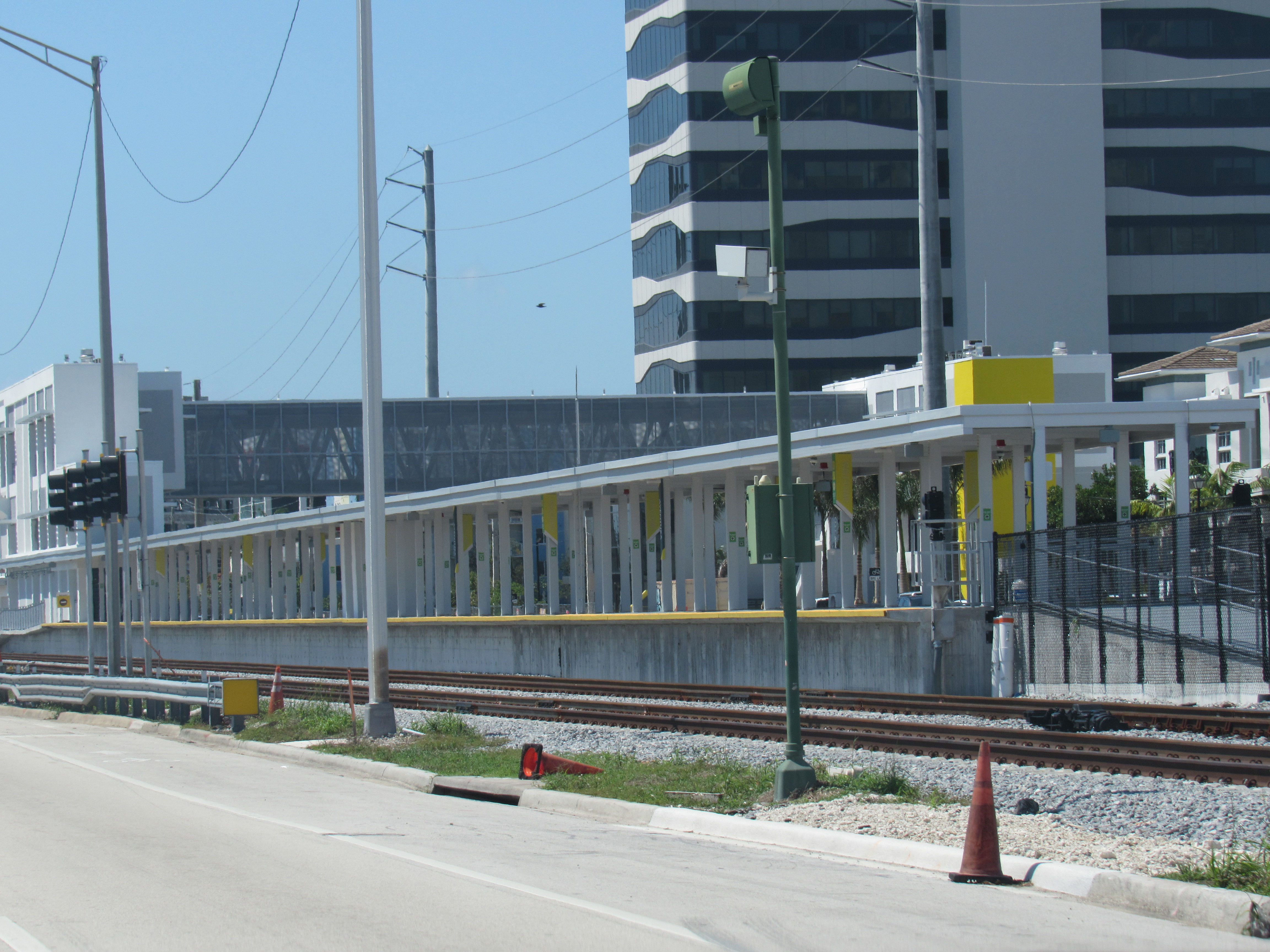
Aventura állomás
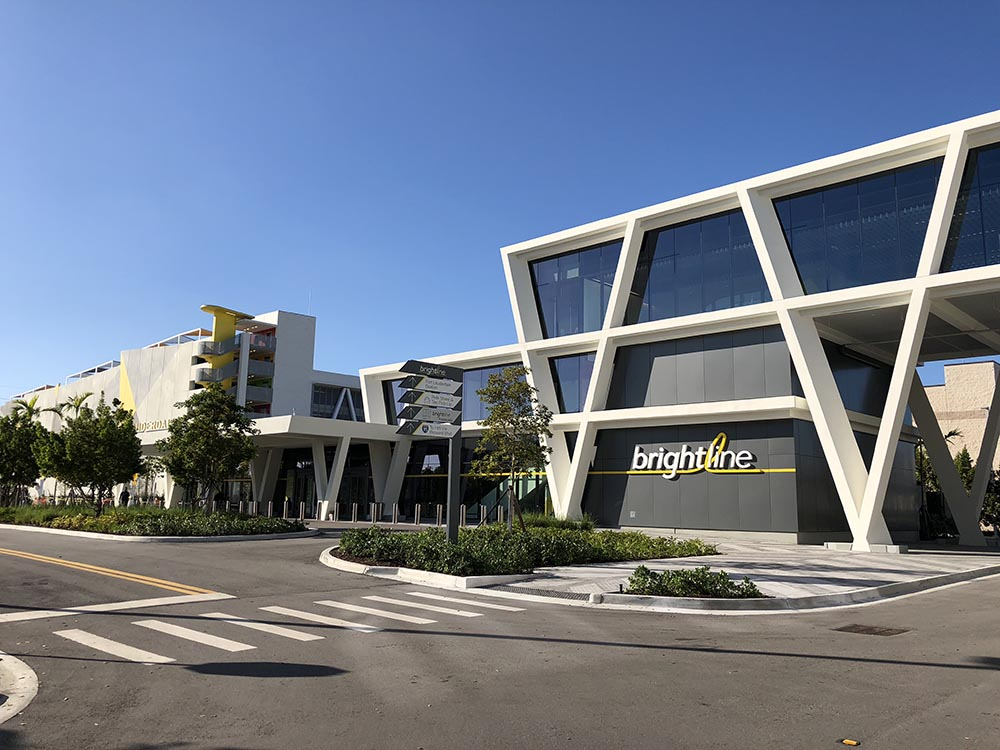
Fort Lauderdale állomás
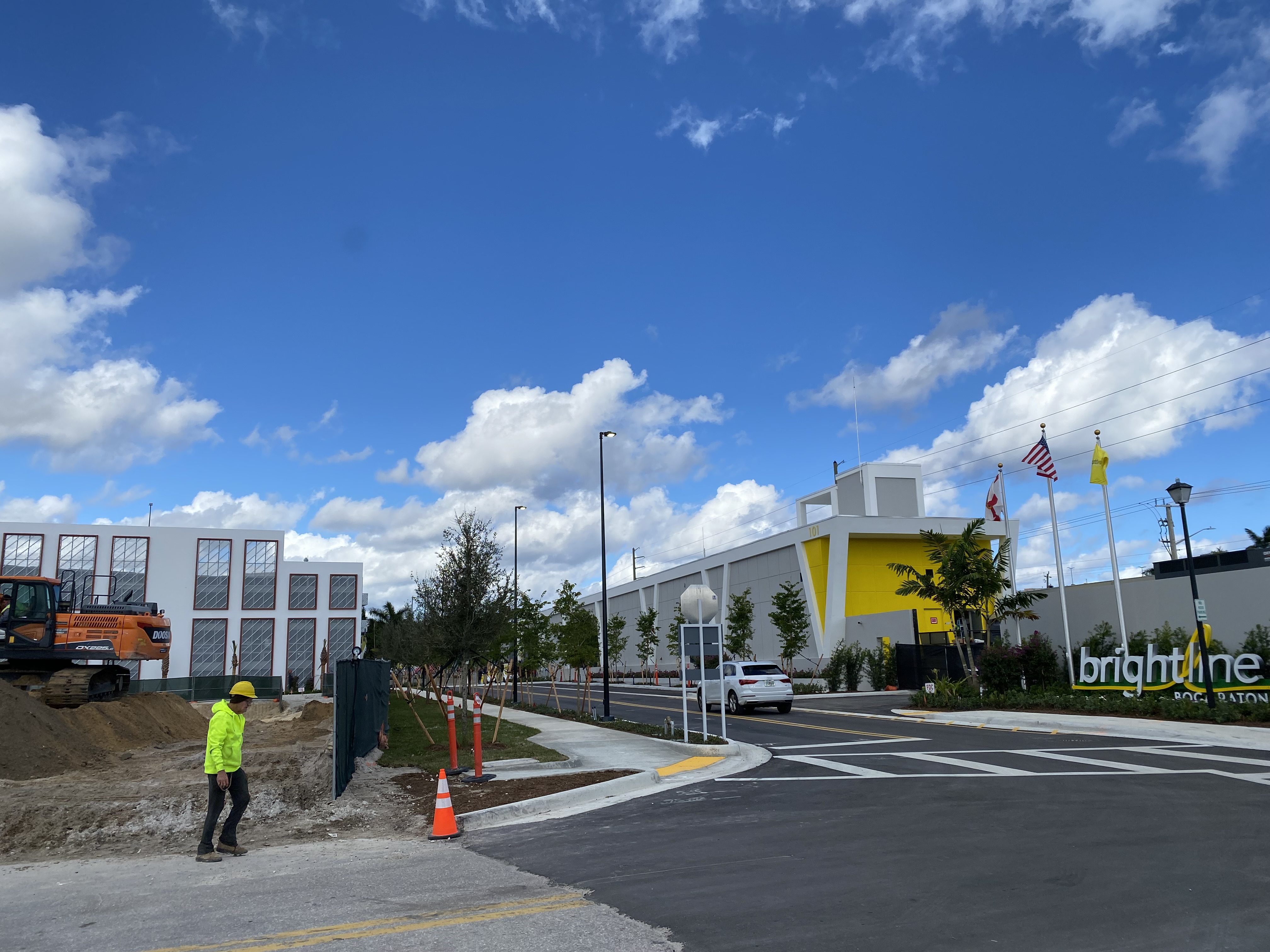
Boca Raton állomás
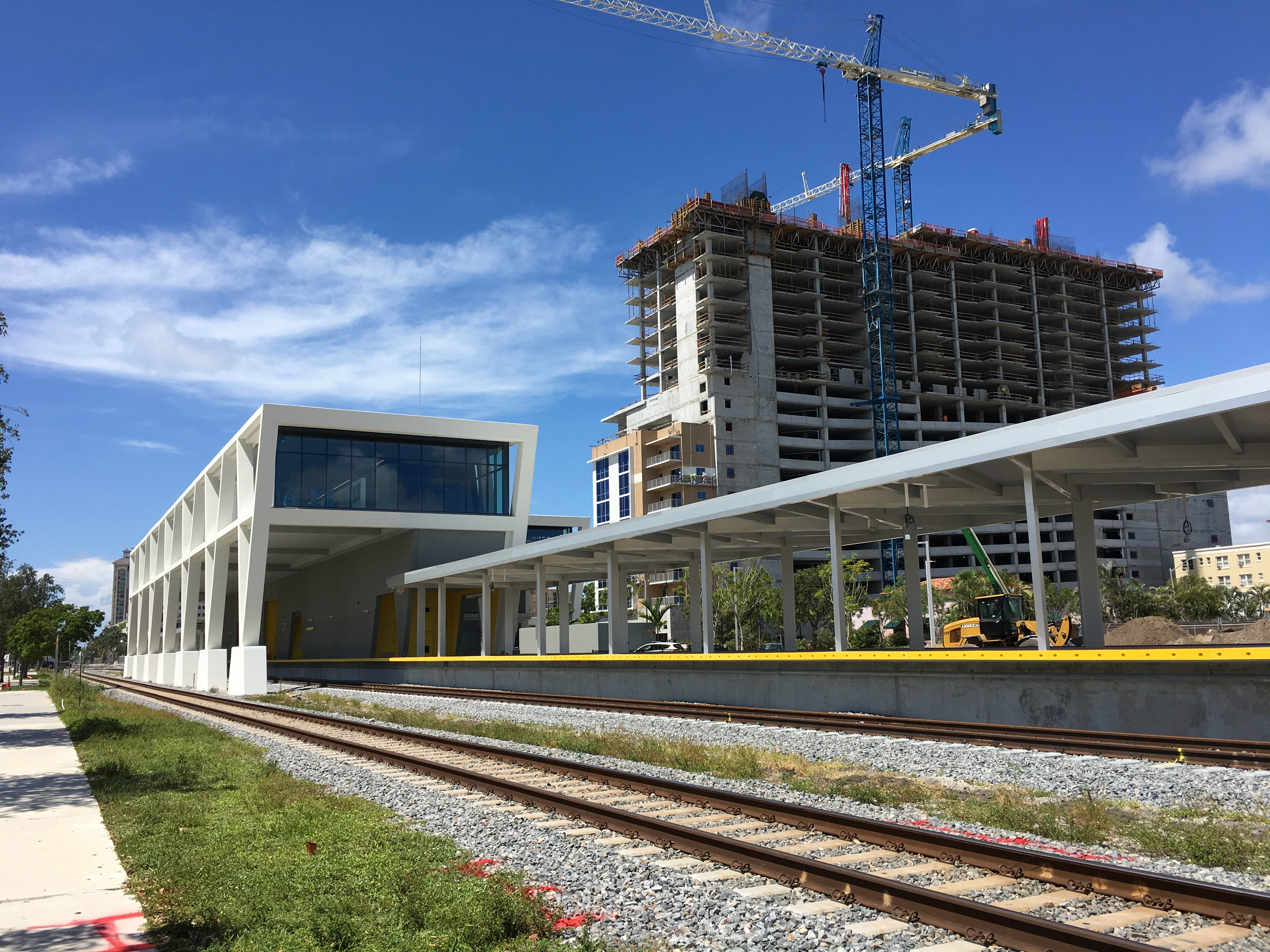
West Palm Beach állomás
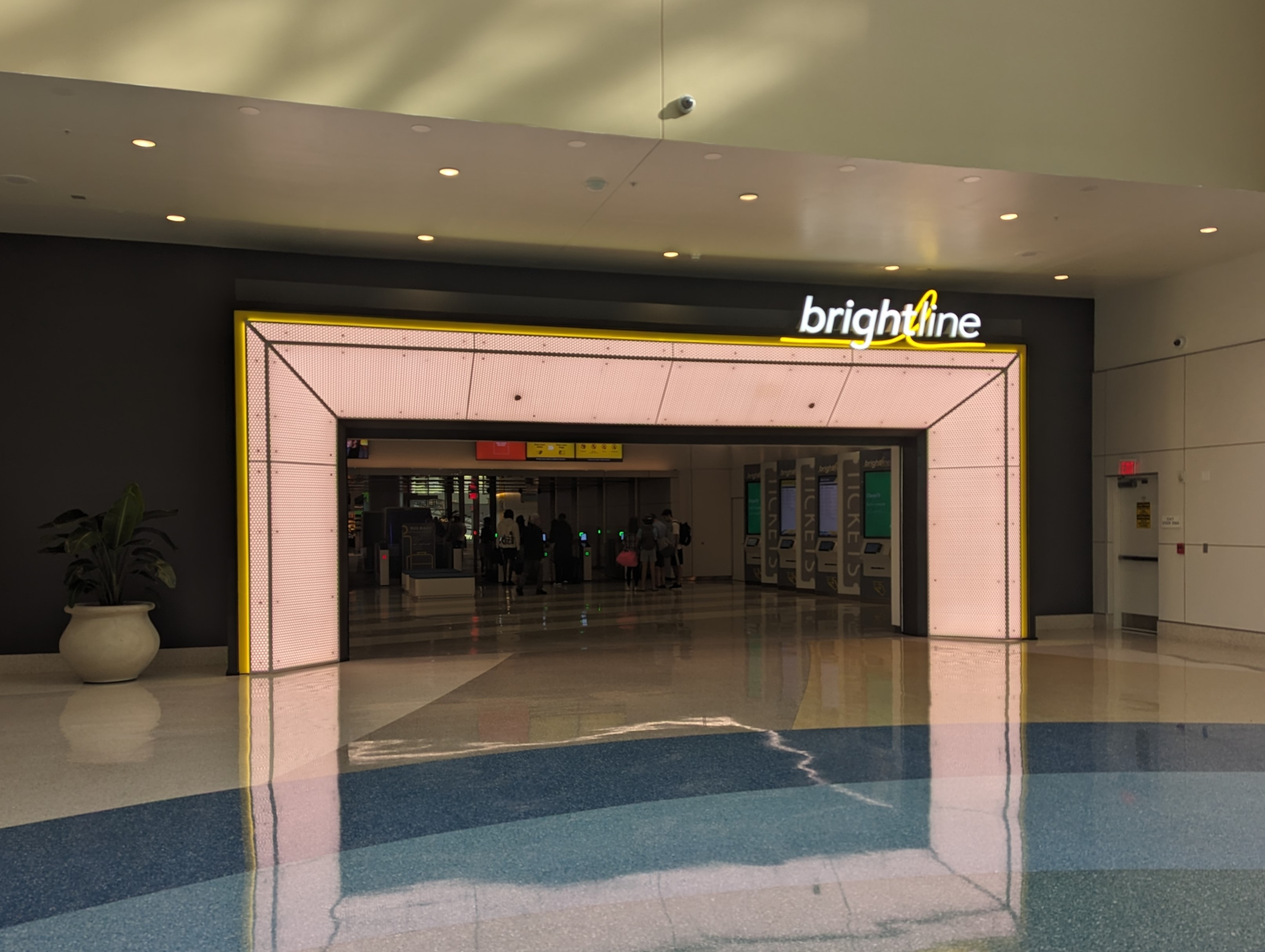
Orlando állomás